# Carina Brydling
Carina Theres Brydling, född 23 februari 1973, är en svensk kock.
Brydling inledde sin karriär med säsongsjobbande på lyxkryssare och arbetade då bland annat som enda kvinnliga kock i varmköket. Mellan 1998 och 2008 drev hon restaurang Marmite i Åre tillsammans med sin syster och svåger. Hon har även drivit värdshus i Härjedalen och driver numera restaurang Brydlings på Åhléns i Stockholm tillsammans med sin syster.
Brydling har tävlat i matlagning först med Team Milko (ett kocklag som bestod av enbart kvinnliga matlagare) från 2002 och 2005 tog hon plats i Svenska Kocklandslaget. Hon tävlade både i Wold Cup och OS och tog silver i Luxemburg 2006 och brons i OS 2008. 2007 hamnade hon på andra plats i individuella tävlingen Global Chef och hon har även tävlat i Nordiska Mästerskapen. 2009 lämnade hon Kocklandslaget.
2012 deltog hon i TV-programmet Kockarnas kamp.